# 167
Het jaar 167 is het 67e jaar in de 2e eeuw volgens de christelijke jaartelling.

## Gebeurtenissen

### Balkan
- De Vandalen (Asdingen en Lakringen) en de Sarmatische Jazygen steken de Donau over en vallen Dacia (huidige Roemenië) binnen.
- Keizer Marcus Aurelius stuurt Legio V Macedonica naar Moesië, om de rijksgrens te beschermen tegen de Germaanse stammen.

## Geboren
- Zhang Fei, Chinees veldheer (overleden 221)